# Arthel
Arthel ist eine französische Gemeinde mit 90 Einwohnern (Stand: 1. Januar 2022) im Département Nièvre in der Region Bourgogne-Franche-Comté. Sie gehört zum Arrondissement Cosne-Cours-sur-Loire und zum Kanton La Charité-sur-Loire. Die Bewohner werden Artadois und Artadoises oder Arthelois und Artheloises genannt.

## Nachbargemeinden
Nachbargemeinden von Arthel sind Authiou im Norden, Champlin im Osten, Montenoison im Süden, Giry im Südwesten und Arzembouy im Westen.

## Geschichte
Arthel wurde 849 erstmals erwähnt und gehörte 884 zum Besitz des Bischofs von Nevers. Im 13. Jahrhundert geht der Ort in den Besitz einer Familie, die sich in der Folge nach ihm benennt. 1378 ist Guillaume de Lamoignon Besitzer von Arthel, in der zweiten Hälfte des 15. Jahrhunderts ist Arthel teilweise im Besitz von Jean de Chabannes, Graf von Dammartin, den anderen Teil besitzt Philibert Boutillat.

### Bevölkerungsentwicklung
| Jahr                       | 1962 | 1968 | 1975 | 1982 | 1990 | 1999 | 2011 | 2020 |
| Einwohner                  | 171  | 161  | 151  | 120  | 97   | 70   | 97   | 95   |
| Quellen: Cassini und INSEE |      |      |      |      |      |      |      |      |

## Sehenswürdigkeiten
- Château d’Apremont aus dem 16. Jahrhundert, seit 1984 in Teilen als Monument historique klassifiziert, in anderen Teilen eingeschrieben, seit 1994 in weiteren Teilen eingeschrieben
- Château de la Motte aus dem 15. Jahrhundert, seit 1985 in Teilen als Monument historique eingeschrieben
- Kirche Saint-Laurent (1881)

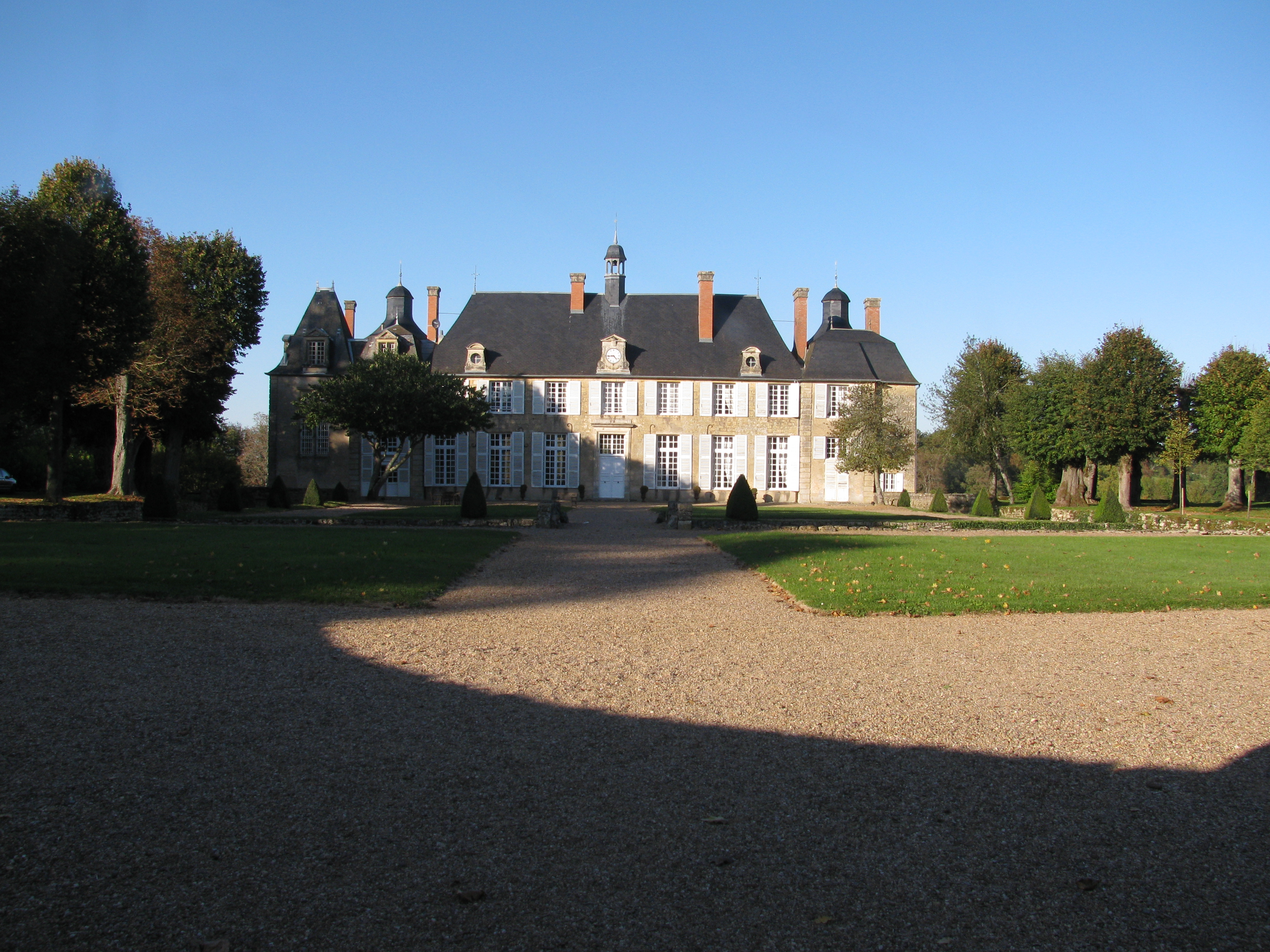
Château d’Apremont
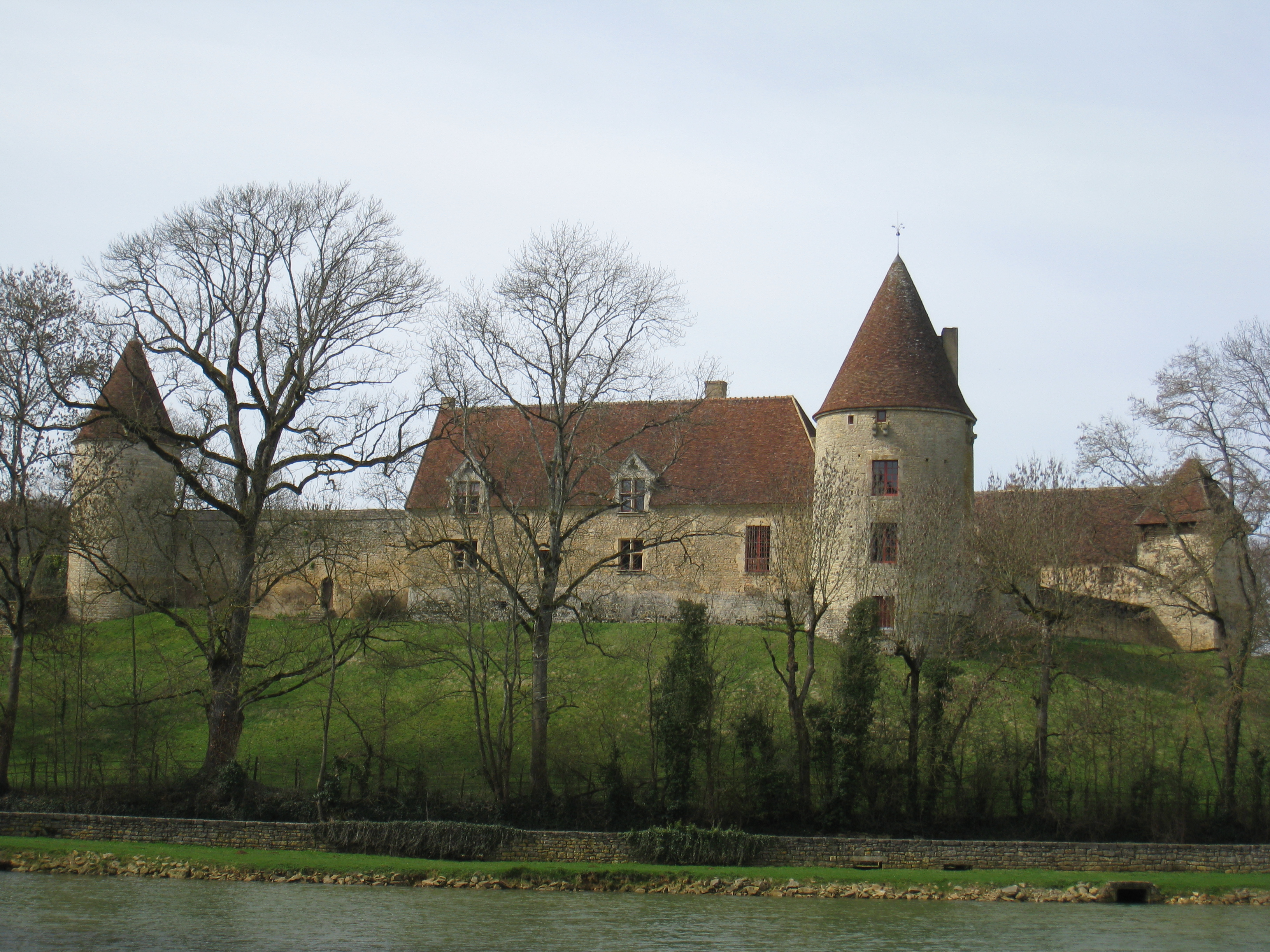
Château de la Motte
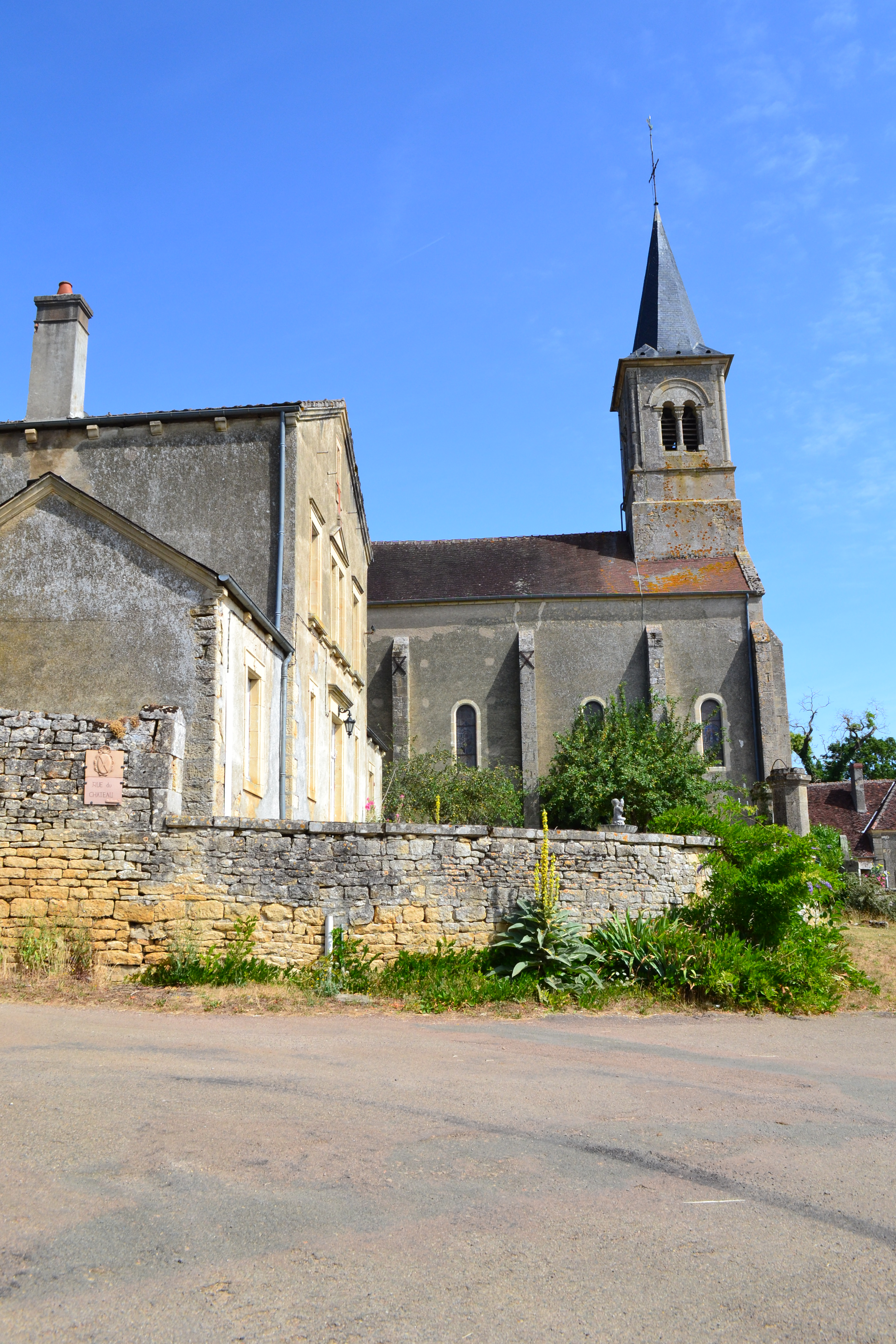
Kirche Saint-Laurent

## Persönlichkeiten
- Guillaume de Bourges († 1209), Erzbischof von Bourges 1200–1209
- Gauthier d’Arthel, Vicomte de Clamecy, 1281
- Agnès d’Arthel, Herrin von Arthel, Ehefrau von Graf Jehan de Thoury, 1387